# Flaga Jemenu
Flaga Jemenu – prostokąt z trzema pasami, o kolorach (od góry) czerwonym, białym i czarnym. Każdy pas ma jednakową szerokość. Kolory te uznawane są barwy panarabskie i często występują na flagach państw arabskich, m.in. Egiptu, Iraku i Syrii. Została przyjęta 22 maja 1990.

## Historyczne flagi

### Jemen Północny

Królestwo Jemenu 1918–1923
Flaga Królestwa Jemenu 1918–1927
Ostatnia flaga Królestwa Jemenu 1927–1962
Flaga Arabskiej Republiki Jemenu 1962
1962–1990

### Jemen Południowy

1967–1990

### Federacja Arabii Południowej

Kolonia Aden 1937–1963
Federacja Arabii Południowej 1962-1967
Stan Aden 1963–1967
Emirat Beihan 1680–1967
Emirat Dhala XV wiek – 1967
Sułtanat Fadhli XV wiek – 1967
Dolna Yafa ok. 1800–1967
Sułtanat Lahidż 1728-1967

### Protektorat Arabii Południowej

Kathiri XIV wiek – 1967
Qu'aiti 1880–1939
Qu'aiti 1858–1967
Mahra 1432–1967
Wahidi Balhaf ok. 1640–1967
Wahidi Haban ok. 1640–1967
Górna Jafa ok. 1800–1967